# Dachau koncentrationslejr
 For alternative betydninger, se Dachau (flertydig). (Se også artikler, som begynder med Dachau)
Dachau (tysk: Konzentrationslager Dachau) var den første nazistiske koncentrationslejr. Den lå i Sydtyskland nær byen Dachau omkring 16 kilometer nordvest for München. Lejren blev indrettet i et nedlagt krudtværk og taget i brug 22. marts 1933, samme år, som Hitler kom til magten i Tyskland. Mere end 200.000 fanger fra omkring 30 lande var indsat i Dachau.
I juli 1936, lige inden Olympiaden i Berlin, blev 120 hjemløse samlet op fra gaderne og sendt til Dachau. De fleste koncentrationslejre blev rejst i nærheden af stenbrud; i Dachau-lejren var det værste arbejdssted grusgraven, hvor nu karmeliterklosteret ligger. 
Dachau og den meget større udryddelseslejr Auschwitz blev prototyper for de nazistiske koncentrationslejre. Organisationsstrukturen, grundplanen og den generelle opbygning af lejren blev udviklet af den første lejrkommandant Theodor Eiche, der senere blev overinspektør for alle koncentrationslejrene i Tyskland.
I 1937 var der 13.260 fanger i lejren, medregnet tyske kommunister og socialdemokrater, Jehovas vidner, romaer og homoseksuelle. Dachau tjente også som lejr for kristne samvittighedsfanger, og var oplæringscenter for SS-vogtere. Et nyt krematorium blev rejst i 1942 for at fjerne det øgende antal ofre for tyfus, sult og henrettelser. Fanger i Dachau blev også udsat for medicinske eksperimenter, og hundredvis omkom eller blev permanent invalide som en følge af disse eksperimenter.  Det fremgår af lejrens protokoller, at omkring 30.000 blev dræbt fra 1941 til 1945.
Den 29. april 1945 overgav lejrens SS-vagter sig til den amerikanske 7. armé. Omkring 32.000 fanger blev befriet. Ude af sig selv af sorg og vrede henrettede fanger og amerikanske soldater omkring 520 tyske soldater, der havde overgivet sig. 
De henrettede naziledere fra Nürnbergprocessen, deriblandt Hans Frank og Joachim von Ribbentrop, blev kremeret i Dachau-lejren,  hvorefter deres aske blev tømt i åen Wenzbach, der løber ud i floden Isar i München. 
Det 100 kg tunge skilt med ordene Arbeit macht frei (= Arbejde frigør) fra lejrens port blev stjålet, men efter 2-3 år genfundet før julen 2016, under en presenning ved en skydebane på Gaupås i bydelen Arna i Bergen. 

## Galleri
- Dør til lageret.
- Lejrens gårdsplads.
- Mindesmærke for ofrene i Dachau (oktober 2007).
- Skilt.
- Krematoriet.
- Krematoriet i Dachau.
- Skiltet udenfor krematoriebygningen : "Tænk over, hvordan vi døde her."
- Protestantisk forsoningskirke (juni 2005).
- Katolsk kapel, Kristi dødspine (juni 2005).
- Det jødiske mindesmærke (juni 2005).
- Tårnet (juni 2005).
- Terrænet udenfor lejren.
- Markering af, hvor barakkerne lå (juni 2005).
- Udsigt til appelpladsen foran en af barakkerne (juni 2005).
- Fangesenge (juni 2005).
- Fangesenge (juni 2005).
- Tredelte sengereoler i en barak.
- Fangebadet (juni 2005).
- Fangetoilet (juni 2005).
- Indgangen og den nordlige del af "bunkeren" (september 2007).
- Den østlige fløj af "bunkeren" (lejrens fængsel), normalt lukket for besøgende.
- Amerikanske soldater henretter SS-soldater efter befrielsen af lejren.